# Rijnbrug bij Heteren
De Rijnbrug bij Heteren is een brug die de autosnelweg A50 tussen knooppunt Valburg en knooppunt Grijsoord de Nederrijn laat kruisen ter hoogte van Heteren. Aan de noordkant loopt de Fonteinallee onder de brug door.
In 2007 werd geconstateerd dat de brug er slecht aan toe was, de schade werd in 2008 gerepareerd. 
De brug is 973,65 meter lang en is ~34,5 meter breed. De hoofdoverspanning is 120,75 meter lang en de doorvaartwijdte is 116 meter.